# Vogelsberg (monte)

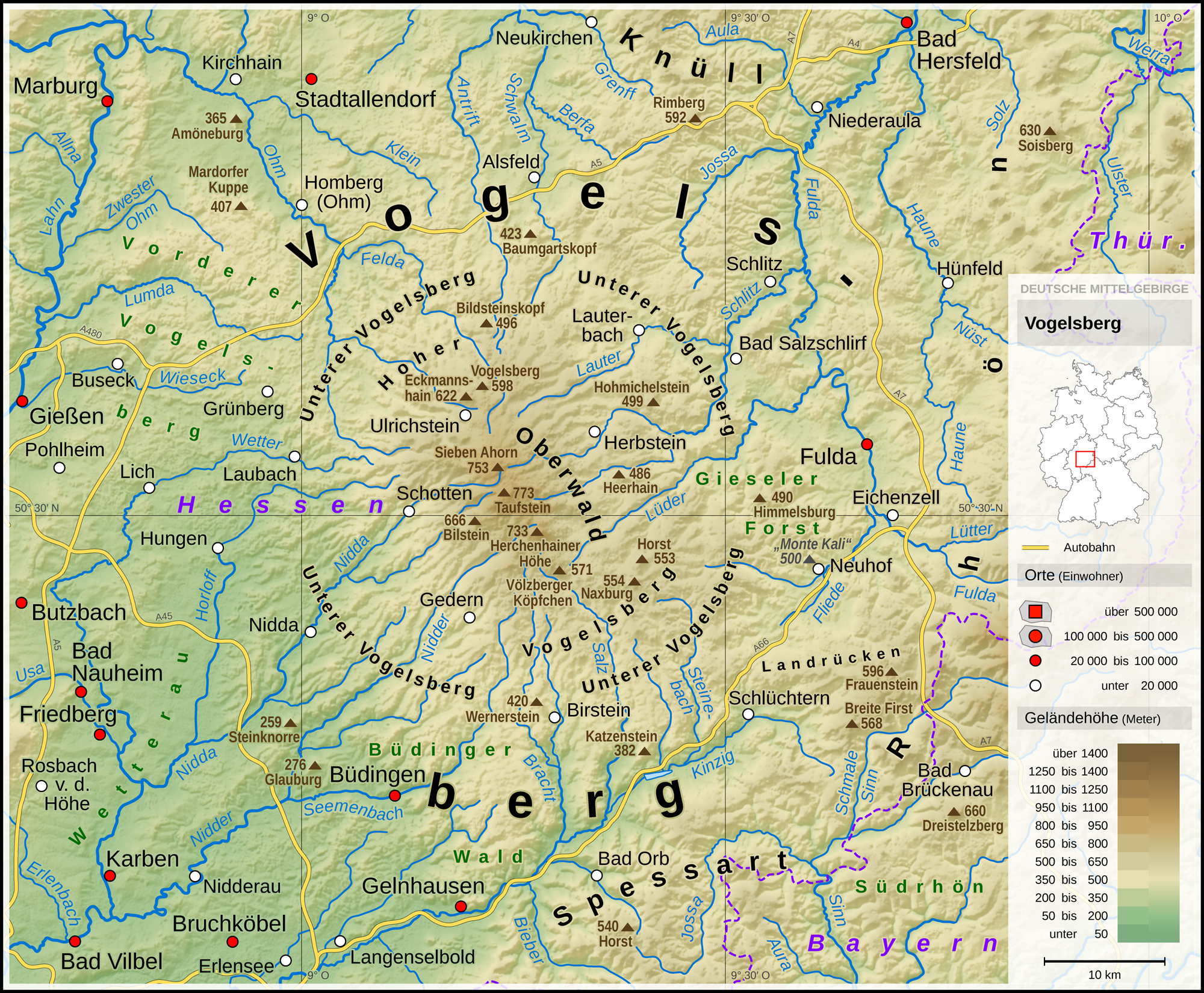
Mappa del complesso del Vogelsberg

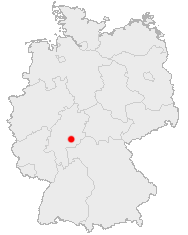
Posizione del Vogelsberg in Germania

Vogelsberg è un gruppo montuoso di origine vulcanica situato nello Stato tedesco dell'Assia.
Situato circa 60 km a nord-est di Francoforte sul Meno tra le città di Alsfeld, Fulda, Büdingen e Nidda. A nord è collegato con il gruppo montuoso del Knüll, ad est con l'area della Rhön, a sud-est con la zona dello Spessart ed a sud-ovest con la piana della Wetterau che digrada nella pianura del Meno.

## Sistemi fluviali
Dalla catena montuosa hanno origine i seguenti sistemi fluviali (i due primi, Fulda e Meno, indicano i bacini di appartenenza; tra parentesi le lunghezze dei rispettivi corsi):
| - Fulda - Schwalm (97,1 km) - Antrift (38,6 km) - Alto Schwalm - Bassa Fulda - Schlitz (43,3 km) - Lauter (27,9 km) - Brenderwasser - Lauter - Eisenbach - Altefeld (30,0 km) - Alte Hasel - Altefeld - Lüder (36,4 km) - Schwarza - Lüder - Moosbach - Jossa - Giesel (7,2 km) - Fliede (22,1 km) - Kemmete - Obere Fliede | - Meno - Kinzig (86,0 km) - Steinaubach (23,2 km) - Ulmbach (13,4 km) - Salz (29,8 km) - Bracht (31,5 km) - Nidda (89,7 km) - Seemenbach (37,4 km) - Nidder (68,6 km) - Nidda - Horloff (44,5 km) - Wetter (68,8 km) - Lahn - Ohm (59,0 km) - Seenbach - Ilsbach - Ohm - Felda |

## Collegamenti esterni

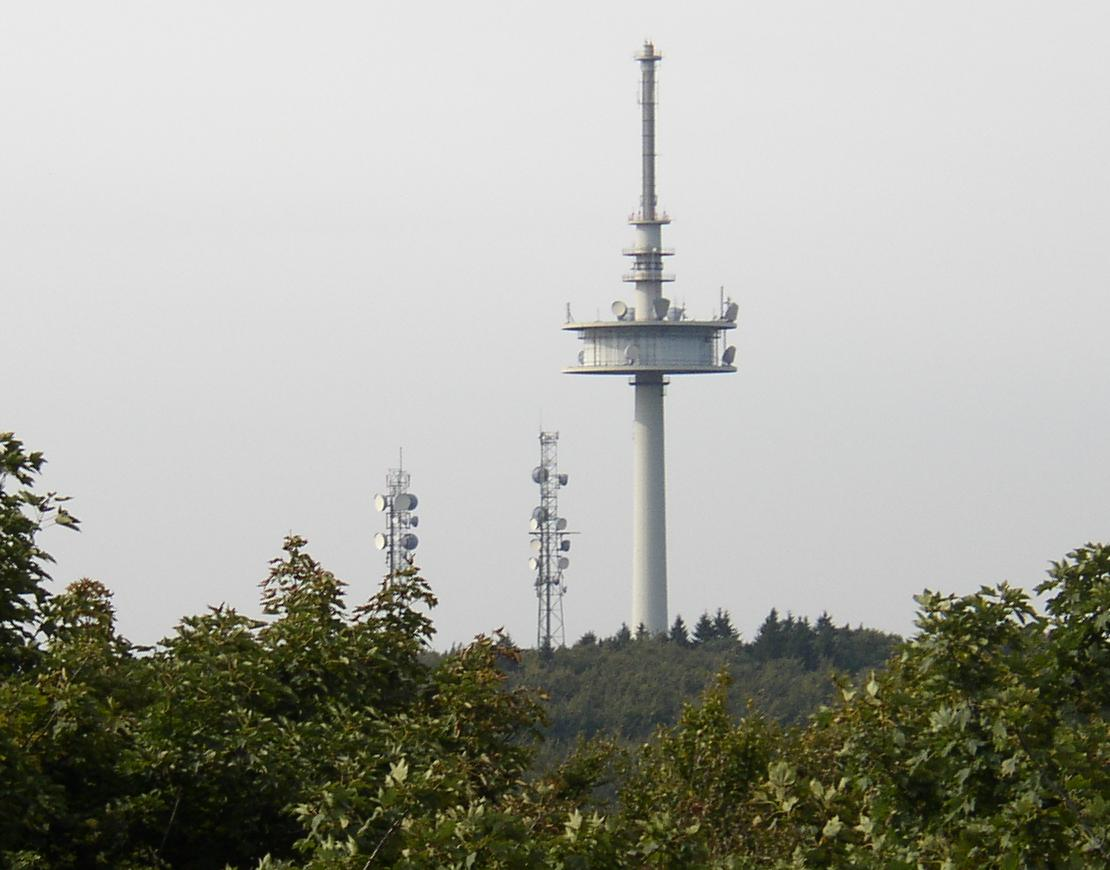
Hoherodskopf